# Denemarken op het Eurovisiesongfestival 1981
Denemarken werd op het Eurovisiesongfestival 1981 vertegenwoordigd door het duo Tommy Seebach en Debbie Cameron, met het lied Krøller eller ej.

## Finale
De Dansk Melodi Grand Prix, gehouden in de DR-televisiestudio's in Kopenhagen, werd gepresenteerd door Jørgen Mylius. Vijf artiesten namen deel en de winnaar werd gekozen door een jury.
| Volgorde | Artiest                        | Lied                 | Punten | Plaats |
| -------- | ------------------------------ | -------------------- | ------ | ------ |
| 1        | Hans Mosters Vovse             | "King Kong Boogie"   | 375    | 2      |
| 2        | Anniqua                        | "Sikken dejlig dame" | 359    | 3      |
| 3        | Tommy Seebach & Debbie Cameron | "Krøller eller ej"   | 441    | 1      |
| 4        | Theis Jensen                   | "Satchmo"            | 210    | 5      |
| 5        | Elmer & Klubien                | "En tragisk komedie" | 283    | 4      |

Het was de tweede keer dat Tommy Seebach voor Denemarken naar het songfestival mocht, na zijn eerdere deelname in 1979.

## In Dublin
Denemarken moest tijdens het festival als zesde aantreden, na Israël en voor Joegoslavië. Aan het einde van de puntentelling bleek dat Seebach en Cameron op een elfde plaats waren geëindigd met 41 punten.
België had het maximum van 12 punten over voor deze inzending en Nederland gaf twee punten.

### Gekregen punten

#### Finale
| 12 punten             | 10 punten            | 8 punten | 7 punten               | 6 punten              |
| --------------------- | -------------------- | -------- | ---------------------- | --------------------- |
| - België              |                      |          | - Luxemburg            |                       |
| 5 punten              | 4 punten             | 3 punten | 2 punten               | 1 punt                |
| - Verenigd Koninkrijk | - Frankrijk - Zweden | - Spanje | - Nederland - Portugal | - Duitsland - Turkije |

### Punten gegeven door Denemarken

#### Finale
Punten gegeven in de finale:
| 12 punten | Ierland             |
| 10 punten | Verenigd Koninkrijk |
| 8 punten  | Duitsland           |
| 7 punten  | Nederland           |
| 6 punten  | België              |
| 5 punten  | Zweden              |
| 4 punten  | Zwitserland         |
| 3 punten  | Cyprus              |
| 2 punten  | Frankrijk           |
| 1 punt    | Oostenrijk          |

1957 · 1958 · 1959 · 1960 · 1961 · 1962 · 1963 · 1964 · 1965 · 1966 · 1967-1977 · 1978 · 1979 · 1980 · 1981 · 1982 · 1983 · 1984 · 1985 · 1986 · 1987 · 1988 · 1989 · 1990 · 1991 · 1992 · 1993 · 1994 · 1995 · 1996 · 1997 · 1998 · 1999 · 2000 · 2001 · 2002 · 2003 · 2004 · 2005 · 2006 · 2007 · 2008 · 2009 · 2010 · 2011 · 2012 · 2013 · 2014 · 2015 · 2016 · 2017 · 2018 · 2019 · 2020 · 2021 · 2022 · 2023 · 2024 · 2025